# Rowby-John Rodriguez
Rowby-John Rodriguez (* 27. März 1994 in Wien) ist ein österreichischer Dartspieler. Sein Spitzname Little John ist eine Anspielung auf die gleichnamige, wahrscheinlich fiktive Person aus der Legende Robin Hoods. Seit Juli 2024 spielt Rodriguez für das Dartsteam des DC Hawks Vilsbiburg in der Bundesliga.

## Karriere

### 2010–2012: Erste Jahre bei der BDO
Rodriguez begann seine Karriere im Alter von 16 Jahren bei der BDO. Schnell errang Rodriguez dort erste Erfolge, wie ein Finaleinzug beim Austria Open Vienna. Wenig später gewann er seinen ersten Titel, die Austrian National Championship. Im Finale bezwang er Franz Thaler mit 5:0.
Erste Luft beim konkurrierenden Dartverband PDC schnupperte Rodriguez beim PDPA Players Championship Austria 1, wo er jedoch in der Vorrunde ausschied.
Erster BDO/WDF-Titel war dann im September 2011 die Carinthian Open, wo Rodriguez im Finale gegen Karel Sedláček gewann. Beim WDF World Cup kurze Zeit war Rodriguez Teil des Österreichischen Teams und erreichte das Achtelfinale im Einzel.
Im September 2012 gewann Rodriguez das Baltic Cup Open gegen Madars Razma im Finale. Beim World Youth Masters kurz darauf kam er ins Halbfinale, das er gegen den späteren Sieger Jeffrey de Zwaan verlor. Für ein großes Herrenmajor konnte sich Rodriguez bei der BDO aber nicht qualifizieren.

### 2013–2015: Höhenflug bei der PDC
Nach einem Halbfinaleinzug beim German Gold Cup im Januar 2013 wechselte Rodriguez zur PDC. Zunächst spielte er auf der PDC Challenge Tour, wo Rodriguez direkt das erste Turnier gewinnen konnte. Im Finale setzte er sich mit 4:1 gegen Dirk van Duijvenbode durch. Am gleichen Tag kam Rodriguez erneut ins Finale, verlor aber diesmal gegen Josh Payne. Das zweite Challenge Tour-Wochenende ließ er zwar aus, beim dritten jedoch nahm er wieder teil, konnte jedoch nicht an seine Erfolge anknüpfen.
Im Mai 2013 nahm Rodriguez an der PDC World Youth Championship teil und schied in der zweiten Runde aus. Beim Challenge Tour-Turnier 10 erreichte er das Halbfinale. Zwei Achtelfinals konnte Rodriguez noch erreichen, bevor die Challenge Tour für 2013 beendet war.
Im Oktober 2013 nahm Rodriguez am World Masters und damit an seinem einzigen BDO-Major teil und schied nach drei gewonnenen Spielen aus. Über den East Europe Qualifier für die PDC World Darts Championship 2014 wäre fast die Qualifikation für die PDC-WM gelungen, er verlor jedoch im Halbfinale.
2014 spielte Rodriguez zum ersten Mal die PDC Qualifying School und erreichte einmal das Viertelfinale. Über die Rangliste qualifizierte er sich dann tatsächlich auch für eine Tourkarte für die PDC Pro Tour 2014 und PDC Pro Tour 2015. Zunächst qualifizierte er sich für die UK Open, gewann jedoch kein Spiel.
Zeitgleich zur Pro Tour nahm Rodriguez auch an der PDC Youth Tour teil und erreichte zwei Halbfinals und ein Finale. Außerdem nahm er erneut an der PDC World Youth Championship teil und erreichte das Finale. Am 22. Mai 2014 fand dieses in der O2 Arena London im Rahmen der Play-offs der Premier League Darts statt. Sein Gegner war Keegan Brown. Rowby-John Rodriguez verlor mit 4:6.
Als Teil des Österreichischen Teams nahm Rodriguez am World Cup of Darts 2014 teil. In der ersten Runde gewannen er und sein Partner Mensur Suljović gegen China, bevor sie im Achtelfinale an Kim Huybrechts und Ronny Huybrechts aus Belgien scheiterten. Beim Players Championship Nummer 12 erreichte Rodriguez erstmals ein Pro Tour-Achtelfinale.
Kurz darauf gab Rodriguez sein Debüt auf der European Darts Tour. Nacheinander qualifizierte er sich für die Austrian Darts Open, die European Darts Open sowie den European Darts Grand Prix, wobei er bei allen auch mindestens einen Sieg erringen konnte. Beim Grand Prix kam er sogar ins Achtelfinale, welches er mit 3:6 gegen Mervyn King verlor. Beim Players Championship Nummer 14 erreichte Rodriguez erstmals ein Viertelfinale auf der Tour.
Über die PDC Pro Tour Order of Merit qualifizierte sich Rodriguez dann für die European Darts Championship. In der ersten Runde traf er auf Robert Thornton und verlor mit 2:6.
Als Finalist der World Youth Championship erhielt er einen Startplatz für den Grand Slam of Darts 2014. Dort traf er in Gruppe C auf Adrian Lewis, Dave Chisnall und Keegan Brown. Er schlug Lewis im ersten Spiel 5:2, verlor allerdings die beiden anderen Spiele und schied somit als Gruppendritter aus.
Ende 2014 durfte Rodriguez bei der PDC World Darts Championship 2015 teilnehmen. Er spielte in der 1. Runde gegen den fünfmaligen Weltmeister Raymond van Barneveld und verlor deutlich mit 3:0.
Das Kalenderjahr 2015 begann zunächst holprig für Rodriguez. So verpasste der die Qualifikation für die UK Open 2015, da er bei den UK Open Qualifiers 2015 nur zwei Spiele gewann. Er qualifizierte sich jedoch für die ersten Turniere der European Tour, wenngleich er sowohl bei der Gibraltar Darts Trophy, als auch beim German Darts Masters nicht gewann. Die PDC Development Tour begann allerdings direkt mit einem 4:1-Finalsieg über Jamie Lewis, wenngleich es die einzige Finalteilnahme für Rodriguez auf der Jugendtour war.
Bei den Dutch Darts Masters gewann Rodriguez sein Vorrundenspiel. Eine Woche später spielte er erneut beim World Cup of Darts, wo er und Mensur Suljović wie im Vorjahr im Achtelfinale ausschieden, diesmal gegen Deutschland.
Ein Achtelfinaleinzug gab es außerdem auch bei den International Darts Open für Rodriguez. Außerdem erreichte er beim Players Championship Nummer 14 das Halbfinale, welches er gegen Turniersieger Jelle Klaasen verlor. Auch auf der European Tour konnte sich Rodriguez nochmal steigern: Beim European Darts Matchplay siegte Rodriguez über Stefan Stoyke, Simon Whitlock und Mervyn King und zog damit ins Viertelfinale ein. Dieses verlor er dann mit 3:6 gegen Turniersieger Michael van Gerwen.
Bei der European Darts Championship 2015 konnte Rodriguez dann erstmals bei einem PDC-Major alleine in die nächste Runde einziehen. Mit 6:4 siegte er über Christian Kist, bevor er in Runde zwei mit 2:10 John Henderson unterlag.
Zusätzlich durfte Rodriguez auch in diesem Jahr am Grand Slam of Darts teilnehmen. Zunächst verlor er mit 3:5 gegen Robbie Green, gewann jedoch 5:2 gegen den BDO-Qualifikanten Martin Phillips. Durch eine 2:5-Niederlage gegen Phil Taylor wurde Rodriguez jedoch wie im Vorjahr nur Dritter in seiner Gruppe. Die PDC verlieh ihn daraufhin jedoch eine Wildcard für die World Series of Darts Finals. Dort gelang ihm ein 6:4-Erfolg über Simon Whitlock, bevor er mit 4:6 gegen Stephen Bunting verlor. Bei der PDC World Youth Championship 2015 verlor er in Runde zwei.
Bei der PDC-Weltmeisterschaft 2016 verlor er in der ersten Runde mit 3:2, diesmal gegen Dave Chisnall, beeindruckte aber im zweiten Leg des dritten Satzes mit einem 170er-Finish. Die Tourkarte konnte Rodriguez als Teil der Top 64 der PDC Order of Merit halten.

### 2016–2017: Zwei Viertelfinals beim World Cup
Unter anderem durch ein Viertelfinaleinzug bei den UK Open Qualifiers 2016 qualifizierte er sich diesmal wieder für die UK Open, verlor jedoch erneut sein erstes Spiel.
Bei der PDC Development Tour erreichte Rodriguez insgesamt dreimal das Finale, jedoch ohne zu gewinnen.
Beim World Cup of Darts, wo Rodriguez zum dritten Mal für Österreich teilnahm, erreichten er und Mensur Suljović das bis dato beste Ergebnis für Österreich. Mit 5:0 schaltete man zunächst Italien aus, bevor man gegen Paul und Harith Lim aus Singapur gewinnen konnte. Im Viertelfinale trafen sie dann jedoch auf Phil Taylor und Adrian Lewis aus England, wobei Rodriguez das einzige Leg dieses Duells für Österreich gewann.
Später spielte sich Rodriguez bei den Players Championships 2016 zweimal ins Viertelfinale. Wodurch er sich für die Players Championship Finals Ende des Jahres qualifizieren konnte. Er verlor jedoch in Runde zwei mit 0:6 gegen Joe Cullen.
Nach einem Viertelfinaleinzug bei der PDC World Youth Championship nahm Rodriguez auch wieder an der PDC-WM 2017 teil. Gegen Erstrundengegner Dave Chisnall erreichte Rodriguez den letzten Satz, verlor dann jedoch trotzdem mit 2:3.
2017 war dann das bis dahin schwächste Jahr von Rodriguez. Zunächst die Qualifikation für die UK Open verpasst, konnte er auch auf der PDC Development Tour zunächst kein Finale erreichen. Größter Erfolg in der ersten Jahreshälfte war ein Achtelfinaleinzug bei den German Darts Masters.
Beim World Cup of Darts jedoch konnten er und Mensur Suljović ihre Viertelfinalteilnahme aus dem Vorjahr wiederholen. Zunächst gewannen sie mit 5:0 gegen China, bevor beide gegen John Part und John Norman Jnr aus Kanada gewannen. Rodriguez gab beim Sieg über Letzteren nur ein Leg ab. Nachdem im Viertelfinale erneut England wartete, gewann Suljović zunächst gegen Adrian Lewis, Rodriguez verlor jedoch 1:4 gegen Dave Chisnall. Im Doppel verlor Österreich dann mit 2:4 gegen die Engländer und schied damit aus.
Am letzten Wochenende der PDC Development Tour zog Rodriguez dann zweimal ins Finale ein und gewann eines davon mit 5:4 gegen Luke Humphries. Dies reichte zwar für die Qualifikation zur PDC World Youth Championship, nachdem er dort jedoch nur ein Spiel gewinnen konnte, verpasste Rodriguez die Qualifikation für die anderen Majors inklusive WM. Die Tour Card konnte er aber über die Rangliste verteidigen.

### 2018–2020: Abschwung und Verlust der Tour Card
2018 verbesserte sich diese Form ein wenig. dreimal qualifizierte er sich für die European Tour, gewann aber nur bei der Dutch Darts Championship ein Spiel, zudem gewann er auf der PDC Development Tour das fünfte Turnier und zog beim elften Turnier nochmal ins Finale ein.
Im Oktober gelang ihm beim South East European Qualifier für die WM der Finalsieg über seinen Bruder Rusty-Jake Rodriguez. Zuvor schied er jedoch bei der PDC World Youth Championship in der Gruppenphase aus. Nachdem er bei den Players Championships ein Achtelfinale und mehrmals die dritte Runde erreichen konnte, qualifizierte er sich für die Players Championship Finals, verlor aber in Runde eins gegen Danny Noppert.
Bei der PDC World Darts Championship 2019 traf Rodriguez in Runde eins auf Ricky Evans. Rodriguez gewann 3:1 und damit erstmals bei einer Weltmeisterschaft ein Spiel. In der zweiten Runde verlor er dann trotz Matchdarts gegen Cristo Reyes mit 2:3.
Die Tourkarte erneut gehalten, zog Rodriguez beim Players Championship Nummer 6 ins Achtelfinale ein. Bei den UK Open 2019 verliert Rodriguez erneut in Runde eins.
Ein weiteres Achtelfinale auf der Tour gelang Rodriguez bei den Dutch Darts Masters, das er gegen Mervyn King im Last-Leg-Decider. Bei der Austrian Darts Championship erreichte er dann sogar das Viertelfinale nach Siegen über Josh Payne, Daryl Gurney und Mike De Decker, bevor er mit 5:6 Peter Wright unterlag.
Durch diese Erfolge qualifizierte sich Rodriguez über die PDC Pro Tour Order of Merit für die PDC World Darts Championship 2020, konnte dort jedoch gegen den Philippinischen Qualifikanten Noel Malicdem keinen Satz gewinnen.
Bei den UK Open 2020 gewann Rodriguez zum vierten Mal kein Spiel. In der Pause erzwungen durch die COVID-19-Pandemie nahm Rodriguez an der ersten PDC Home Tour teil. Außerdem war Rodriguez wieder nach zwei Jahren Pause beim World Cup of Darts dabei und zog zum dritten Mal mit Mensur Suljović ins Viertelfinale ein. Mit einem 5:2-Sieg über die USA starteten die beiden ins Turnier, woraufhin sie gegen José de Sousa und José Marquês aus Portugal gewannen. Im Viertelfinale wieder gegen England, gewann zunächst Suljović gegen Michael Smith mit 4:3, bevor Rodriguez mit demselben Ergebnis Rob Cross unterlag. Im Doppel zeigte sich, dass die Partie über die volle Distanz von 21 Legs ging, indem England mit 4:3 das Doppel gewann.
Aufgrund von fehlenden Erfolgen auf der Pro Tour gelang es jedoch nicht, die Qualifikation für die weiteren Majors zu erreichen. Außerdem verlor Rodriguez nach diesem Jahr seine Tour Card.

### 2021: Ohne Tour Card zur WM
Bei der Q-School 2021 qualifizierte sich Rodriguez zwar für die Final Stage, für den Zurückgewinn reichte es aber nicht. Als Nachrücker qualifizierte sich Rodriguez allerdings trotzdem für beinahe alle Players Championships 2021 sowie die UK Open, wo Rodriguez erstmals Spiele gewinnen konnte. In der ersten Runde schlug er Brian Raman und in der zweiten Runde Kevin McDine, bevor er auch in Runde drei erfolgreich war. Mit 6:5 gewann er hier gegen Josh Payne, bevor er in Runde vier gegen Jonny Clayton verlor.
Auf der Tour erzielte Rodriguez dann einige Achtungserfolge, unter anderem mehrere Achtelfinalteilnahmen, und erreichte so einen Platz in der PDC Pro Tour Order of Merit, welcher ihm einen Platz bei der PDC World Darts Championship 2022 garantiert.
Beim World Cup of Darts 2021 spielte Rodriguez wieder an der Seite von Mensur Suljović für Österreich. In der ersten Runde gewannen die beiden mit 5:1 gegen die Philippinen, bevor sie in Runde zwei beide ihre Einzel gegen Kim Huybrechts und Dimitri Van den Bergh aus Belgien gewannen. Im Viertelfinale traf man auf Nordirland und während Suljović knapp gegen Dolan verlor, konnte Rodriguez diese Niederlage egalisieren, indem er 4:2 gegen Daryl Gurney gewann. Im Doppel gewannen Suljović und Rodriguez dann mit 4:3 und zogen somit erstmals ins Halbfinale ein.
Dort wartete jedoch das Team aus England, an dem Rodriguez bei seinen letzten drei World-Cup-Teilnahmen scheiterte. James Wade und Dave Chisnall zeigten sich jedoch schlagbar, wobei grade Rodriguez im Duell gegen Letzteren mit einem Average von 102 auf sich aufmerksam machte. Beide gewannen mit 4:1 und somit zog Österreich erstmals ins Finale ein. Dort waren jedoch John Henderson und Peter Wright aus Schottland eine Nummer zu stark und gewannen mit 1:3.
Dennoch qualifizierte sich Rodriguez als Finalteilnehmer eines Major-Turniers für den Grand Slam of Darts 2021. Bei diesem schlug er in der Gruppenphase Chris Dobey und Stephen Bunting, womit er sich für die K.o.-Phase qualifizierte. Im Achtelfinale musste er sich allerdings James Wade mit 2:10 geschlagen geben.

### Seit 2022: Wieder auf der Tour
Bei der PDC World Darts Championship 2022 siegte Rodriguez zunächst gegen Nick Kenny mit 3:0. Einen Whitewash in Sätzen hinnehmen musste er hingegen in Runde zwei gegen Luke Humphries, womit er die Tourkarte um einen Platz in der Order of Merit verpasste. Somit musste er bei der PDC Qualifying School im Januar 2022 teilnehmen, wo er über die dortige Order of Merit seine Tourkarte zurückgewann.
Anschließend zeigte er gute Leistungen bei den European-Tour-Events. Bei den Czech Darts Open 2022 und dem European Darts Grand Prix 2022 erreichte er jeweils das Viertelfinale, beim European Darts Matchplay 2022 spielte er erstmals in einem Pro-Tour-Finale und unterlag dort Luke Humphries nur sehr knapp. Für die folgende Hungarian Darts Trophy 2022 wäre er qualifiziert gewesen, trat aber aus familiären Gründen nicht an. Somit verpasste er die Qualifikation zum World Grand Prix 2022 über die Pro Tour Order of Merit um nur einen Platz mit 500 Pfund Rückstand. Bei der European Darts Championship 2022 gewann er in der ersten Runde gegen Gerwyn Price, ehe er gegen Peter Wright ausschied.
Bei den Players Championship Finals 2022 verlor er in Runde 1 gegen Joe Cullen, wie auch bei der PDC World Darts Championship 2023 gegen Lourence Ilagan. Auf der European Darts Tour 2023 spielte er nur bei drei Turnieren und erreichte damit in der European Tour Order of Merit nur Platz 75. Für die Players Championship Finals 2023 gelang ihm hingenen als einzigem Österreicher die Qualifikation. Er schied aber in Runde eins aus.
Bei den UK Open 2024 verlor Rodriguez sein zweites Spiel gegen Rob Cross. Seine Pro Tour-Saison verlief ernüchternd. Er spielte sich bei einem Players Championship-Turnier ins Achtelfinale, blieb sonst jedoch ohne größeren Erfolg.
Dennoch ging Rodriguez als bester Österreicher in den World Cup of Darts 2024, den er abermals gemeinsam mit Mensur Suljović bestritt. Die beiden erwiesen sich erneut als starkes Doppel. Sie besiegte zunächst in der Gruppenphase ohne große Probleme die Volksrepublik China und Guyana, bevor sie im Achtelfinale das Team von Chinesisch Taipeh schlugen. Im Viertelfinale spielten sie ein enges Match gegen Boris Krčmar und Romeo Grbavac aus Kroatien, dass die Österreicher jedoch letztlich mit 8:7 gewannen. Im Halbfinale schlugen Rodriguez und Suljović mit 8:3 Dimitri Van den Bergh und Kim Huybrechts aus Belgien und zogen somit zum zweiten Mal in ihrer Karriere ins Finale ein. Hierbei unterlagen sie jedoch den stark spielenden Luke Humphries und Michael Smith mit 6:10.
Abgesehen davon gelang Rodriguez keine weitere Major-Qualifikation, was letztlich dazu führte, dass er die Tour Card verlor. Bei der Q-School 2025 durfte er daraufhin in der Final Stage starten, wo er einen Punkt für die Rangliste holte, seine Tour Card aber klar nicht zurückgewann. Im April 2025 gab der Österreichische Darts Verband (ÖDV) bekannt, dass Rodriguez Teil des Nationalteams sein wird, welches Österreich beim WDF World Cup 2025, der insgesamt 24. Ausgabe des WDF World Cups, in Seoul vertreten wird.

## Weltmeisterschaftsresultate

### PDC-Jugend
- 2013: 2. Runde (4:6-Niederlage gegen  Reece Robinson)
- 2014: Finale (4:6-Niederlage gegen  Keegan Brown)
- 2015: 2. Runde (3:6-Niederlage gegen  Josh Payne)
- 2016: Viertelfinale (4:6-Niederlage gegen  Kenny Neyens)
- 2017: 2. Runde (5:6-Niederlage gegen  Justin van Tergouw)
- 2018: Gruppenphase (5:1-Sieg gegen  Hendrik Eggermann und 3:5-Niederlage gegen  Mike van Duivenbode)

### PDC
- 2015: 1. Runde (0:3-Niederlage gegen  Raymond van Barneveld)
- 2016: 1. Runde (0:3-Niederlage gegen  Dave Chisnall)
- 2017: 1. Runde (2:3-Niederlage gegen  Dave Chisnall)
- 2019: 2. Runde (2:3-Niederlage gegen  Cristo Reyes)
- 2020: 1. Runde (0:3-Niederlage gegen  Noel Malicdem)
- 2022: 2. Runde (0:3-Niederlage gegen  Luke Humphries)
- 2023: 1. Runde (2:3-Niederlage gegen  Lourence Ilagan)

## Titel

### BDO
- Weitere
  - 2010: Austrian National Championship
  - 2011: Carinthian Open
  - 2012: Baltic Cup Open

### PDC
- Secondary Tour Events
  - PDC Challenge Tour
    - PDC European Challenge Tour 2021: 3

  - PDC Development Tour
    - PDC Challenge Tour 2013: 1
    - PDC Development Tour 2015: 1
    - PDC Development Tour 2017: 19
    - PDC Development Tour 2018: 5

## Privates
Rodriguez‘ Eltern stammen ursprünglich von den Philippinen. Zum Dartspielen kam er über seinen Vater Sonny Rodriguez.
Sein älterer Bruder Roxy-James und seine jüngeren Brüder Rusty-Jake und Ridgy-Jorg sind ebenfalls Dartspieler.